# Astrið Foldarskarð
Astrið Foldarskarð (19 ottobre 1994) è una nuotatrice faroese.
Rappresentante dell'arcipelago ai Mondiali di Kazan' 2015 e agli Europei vasca corta di Herning 2013. È stata vincitrice di alcuni titoli ai Giochi delle Isole 2011 e 2015.

## Palmarès
Giochi delle Isole
- Isola di Wight 2011: oro nella staffetta 4×50m misti, bronzo nei 50m farfalla.
- Isola di Jersey 2015: oro nella staffetta 4×50m misti, argento nei 50m farfalla, nella staffetta 4×50m stile libero e nella staffetta 4×100m misti, bronzo nei 100m farfalla, nella staffetta 4×100m stile libero.